# 沈叔任
沈叔任（369年—418年），东晋末年官员、軍事人物，吳興郡武康县人。
他是沈充曾孙，沈勁之孙，廷尉卿沈赤黔之子。初为扬州主簿。劉裕属下太尉参軍，历任吴县县令、山阴县令，有治績。義熙九年（413年），朱齡石進攻譙蜀，沈叔任为朱龄石麾下建威府司马，加建威将軍。谯蜀平定之功他仅次于朱龄石，被任命为西夷校尉、巴西梓潼二郡太守，驻守涪城。侯劢、罗奥聚众万余人作乱，攻打涪城，沈叔任兵将不满五百，出击大破敌军，平定逆党。
義熙十一年（415年），劉裕讨伐司馬休之，朱龄石派沈叔任率軍会合。劉裕领镇西将军，命沈叔任为镇西府司馬。凱旋，沈叔任被任命为扬州别驾从事史。以平蜀軍功，封宁新县男，食邑四百四十户。出任建威将軍、益州刺史，因病回到建康。義熙十四年（418年）去世。享年五十岁。长子沈融之，早卒，另有子沈演之。